# Clasificarea bacteriilor
Aici aveti o scurta clasificare a bacteriilor care fac parte din regnul Monera:
1.Arheobacterii:
-sunt organisme anaerobe (organisme care nu necesită oxigen), primitive, care populează habitate restrânse cu condiții extreme cum sunt apele termale, zona arctică, solurile săruroase și acide. Exemple: bacteriile metanogene(Methanobacterium sp.) care produc gaz metan și trăiesc în păturile profunde ale pământului; și de asemenea bacteriile halofile care trăiesc în zonele bogate cu săruri.
2.Eubacteriile:
- cuprinde bacteriile propriu-zise  care populează o gama largă de habitate aerobe și anaerobe. Exemple: Vibrio cholerae, Escherichia coli.
-eubacteriile se împart în:
--->Bacterii de putrefacție
--->Bacterii fixatoare de azot
--->Bacterii de fermentație
3.Naneobacteriile:
-algele albastre-verzi sunt prezentate în toate mediile acvatice, pe sol umed sau pe stânci umede, în izvoare sau oriunde se afla umiditate persistență. În condiții de dezvoltare în masa apare fenomenul de ,,înflorire a apelor". În asemenea "infloririi" se intalnesc și algele albastre filamentoase din genurile Anabaena, Oscillatoria, Phormidium, Plactonema sau Lyngbya.
-Cleiul pământului (Nostoc commune) este o cianobacterie care se dezvoltă pe sol umed, în locuri umbrite, precum și pe scoarța copacilor vechi, scorburoși. Cianobacteriile au organizare celulara tipic procariotă.